# Raul Donazar Calvet
Raul Donazar Calvet (* 3. November 1934 in Bagé im Bundesstaat Rio Grande do Sul; † 29. März 2008 in Porto Alegre, RS) war ein brasilianischer Fußballspieler.
Raul Donazar Calvet, mit schneidigem dünnen Oberlippenbart,  war ein technisch versierter Innenverteidiger, dem zudem Eleganz beschieden wurde. Er spielte auf Vereinsebene nach Anfängen bei Guarany de Bagé von 1956 bis 1959 für Grêmio Porto Alegre. Seine größten Erfolge feierte er aber von 1960 bis 1964 in der legendären Elf des FC Santos, die in jener Epoche mit Spielern wie Pelé zweimal die Copa Libertadores und ebenso oft den Weltpokal gewann. Zwischen 1960 und 1962 kam er auch auf zehn Einsätze in der Fußballnationalmannschaft von Brasilien und erreichte mit ihr bei der Panamerikanischen Fußballmeisterschaft von 1960 in Costa Rica den zweiten Platz.
Mit Grêmio gewann er die Staatsmeisterschaften von Rio Grande do Sul von 1956 und 1959. Mit Santos gewann er neben den großen internationalen Titeln der Jahre 1962 und 1963 zwischen 1961 und 1964 auch vier Mal die Taça Brasil, den ersten nationalen Fußballwettbewerb Brasiliens, dem später Anerkennung als Landesmeisterschaft gegeben wurde, und die Staatsmeisterschaft von São Paulo. 1965 musste er wegen einer Achillessehnenverletzung seine aktive Laufbahn einstellen. Sein letztes Spiel bestritt er am 19. September 1965 gegen SE Palmeiras, welches die Mannschaft aus São Paulo mit 1:0 gewann.
In den 1970er-Jahren war er als Talentspäher erneut für Santos tätig.
Er starb im Alter von 72 Jahren an Krebs. Der zweimal verheiratete Nationalspieler hinterließ zwei Söhne und vier Enkelkinder.

## Erfolge
- Weltpokal: 1962, 1963
- Copa Libertadores: 1962, 1963
- Brasilianischer Meister: 1961, 1962, 1963, 1964
- Torneio Rio-São Paulo: 1963, 1964
- Staatsmeisterschaft von São Paulo: 1961, 1962, 1963, 1964
- Staatsmeisterschaft von Rio Grande do Sul: 1956, 1957, 1958, 1959